# Santa Maria d'Ardèvol
Santa Maria d'Ardèvol és l'església parroquial del nucli d'Ardèvol, al municipi de Pinós (Solsonès), inclosa a l'Inventari del Patrimoni Arquitectònic de Catalunya.

## Situació
L'església està situada al bell mig del poble, enfront de la Torre. A Ardèvol s'hi pot anar per carreteres asfaltades des de Torà (11,7 km), des de Su (7,5 km) o baixant del Santuari de Pinós (3 km.).

## Descripció
Església d'una sola nau amb capelles laterals, orientada a llevant i amb la façana a ponent. Al costat de migdia hi té adossada la rectoria. L'església té un presbiteri quadrat. Totalment llis, al costat nord-est s'alça al campanar de planta quadrada, coronat per una balustrada i dues obertures a cada cara d'arc de mig punt.

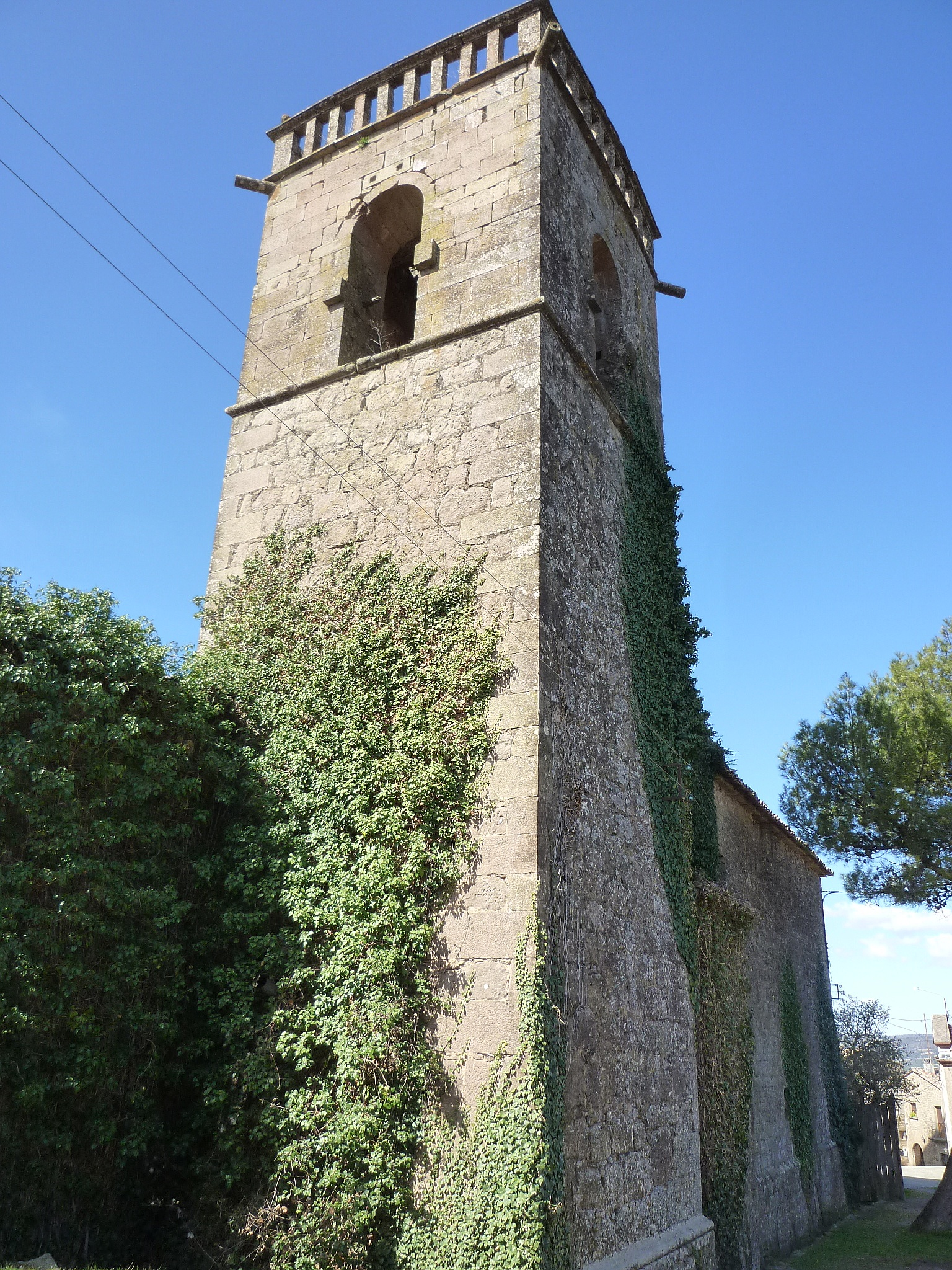
El campanar

La façana, oberta a la plaça i a la torre de guaita medieval del castell d'Ardèvol és un exemplar propi de l'època: frontó triangular amb un petit nínxol que guarda la imatge de Sant Isidre. La porta té la següent inscripció a la llinda: "Sit Nomen Domini Benedictum anno 1688". El temple conserva alguns elements romànics en els murs.

## Història
El lloc d'Ardèvol i concretament el castell són esmentats ja al segle xi. Cal pensar que l'església de Santa Maria devia ésser l'església castellera i també la parroquial del lloc i que per tant, un primer edifici romànic deuria ésser anul·lat al construir-ne al segle xvii l'actual església.